# Моррис, Джеймс Уилсон
Джеймс Уилсон Моррис (англ. James Wilson Morrice; 1865—1924) — канадский художник-пейзажист.

## Биография
Родился 10 августа 1865 года в Монреале в семье богатого торговца.
С 1882 по 1889 год изучал право в Торонто. В 1890 году уехал учиться живописи в Англию. На следующий год приехал в Париж, где продолжил обучение в Академии Жюлиана (в 1892—1897 годах). В академии познакомился и подружился с Чарльзом Кондером и Морисом Прендергастом, а также с Робертом Генри.
До Первой мировой войны Моррис продолжал жить в Париже, хотя большую часть зим проводил в Канаде. В это время он выставлялся на Осеннем салоне 1905 года, вступил в Канадский клуб художников в 1907 году, был избран членом Королевской канадской художественной академии в 1913 году.
В Париже поддерживал отношения с английскими интеллектуалами-экспатриантами, такими как Уильям Моэм, Арнольд Беннетт и Клайв Белл. Зимой 1911—1912 годов он делил студию с Матиссом в Танжере.
С началом Первой мировой войны Джеймс Моррис уехал в Канаду (Монреаль), а затем перебрался на Кубу. Там он начал поддаваться алкоголизму. Летом 1922 года он отправился в Алжир, где работал вместе с Альбером Марке. Это был последний период его творчества, так как здоровье художника начало стремительно ухудшаться. 
Умер 23 января 1924 года в Тунисе. 
Его работы находятся в ряде музеев Канады, США и Европы.

## Память
- В честь художника названа одна из улиц в районе Ahuntsic-Cartierville города Монреаля.
- В 1958 году картины Морриса вместе с работами Jacques de Tonnancour, Anne Kahane и Jack Nichols представляли Канаду на Венецианской биеннале.[2]
- В октябре 2017 года некоторые работы художника из коллекции A. K. Prakash были представлены в Национальной галерее Канады.[3]